# 1996年のアメリカンリーグチャンピオンシップシリーズ
1996年の野球において、メジャーリーグベースボール（MLB）のポストシーズンは10月1日に開幕した。アメリカンリーグの第27回リーグチャンピオンシップシリーズ（英語: 27th American League Championship Series、以下「リーグ優勝決定戦」と表記）は、9日から13日にかけて計5試合が開催された。その結果、ニューヨーク・ヤンキース（東地区）がボルチモア・オリオールズ（同）を4勝1敗で下し、15年ぶり34回目のリーグ優勝およびワールドシリーズ進出を果たした。
両球団がポストシーズンで対戦するのはこれが初めて。地区2位以下の最高勝率球団にポストシーズン出場権を与えるワイルドカード制度が1994年から導入されたことにより、地区優勝をしていない球団のリーグ優勝決定戦進出や、リーグ優勝決定戦での同地区球団対決が今回初めて実現した。この年のレギュラーシーズンでは両球団は13試合対戦し、ヤンキースが10勝3敗と勝ち越していた。今シリーズの第1戦、8回裏にヤンキースのデレク・ジーターが右方向へ飛球を打ち上げたところ、右翼手トニー・タラスコの上から観客がグラブを出して捕球した。右翼線審のリッチ・ガルシアが観客による守備妨害を認めず本塁打と判定したためヤンキースは同点に追いつき、のちにサヨナラ勝利を収めたことから、この観客――12歳の少年ジェフリー・マイアー――はヤンキースのファンから "英雄" として持て囃された。シリーズMVPには、その第1戦で延長11回裏にサヨナラ本塁打を放つなど、5試合で打率.474・2本塁打・6打点・OPS 1.531という成績を残したヤンキースのバーニー・ウィリアムスが選出された。このあとヤンキースは、ワールドシリーズでもナショナルリーグ王者アトランタ・ブレーブスを4勝2敗で下し、18年ぶり23度目の優勝を成し遂げた。

## 試合結果
1996年のアメリカンリーグ優勝決定戦は10月9日に開幕し、5日間で5試合が行われた。日程・結果は以下の通り。
| 日付                                                      | 試合  | ビジター球団（先攻）     | スコア | ホーム球団（後攻）       | 開催球場                                      | 開催球場                                                               |
| --------------------------------------------------------- | ----- | ------------------------ | ------ | ------------------------ | --------------------------------------------- | ---------------------------------------------------------------------- |
| 10月09日（水）                                            | 第1戦 | ボルチモア・オリオールズ | 4－5x  | ニューヨーク・ヤンキース | ヤンキー・スタジアム                          | ヤンキー・ · スタジアムオリオール・パーク・ · アット・カムデン・ヤーズ |
| 10月10日（木）                                            | 第2戦 | ボルチモア・オリオールズ | 5－3   | ニューヨーク・ヤンキース | ヤンキー・スタジアム                          | ヤンキー・ · スタジアムオリオール・パーク・ · アット・カムデン・ヤーズ |
| 10月11日（金）                                            | 第3戦 | ニューヨーク・ヤンキース | 5－2   | ボルチモア・オリオールズ | オリオール・パーク・ アット・カムデン・ヤーズ | ヤンキー・ · スタジアムオリオール・パーク・ · アット・カムデン・ヤーズ |
| 10月12日（土）                                            | 第4戦 | ニューヨーク・ヤンキース | 8－4   | ボルチモア・オリオールズ | オリオール・パーク・ アット・カムデン・ヤーズ | ヤンキー・ · スタジアムオリオール・パーク・ · アット・カムデン・ヤーズ |
| 10月13日（日）                                            | 第5戦 | ニューヨーク・ヤンキース | 6－4   | ボルチモア・オリオールズ | オリオール・パーク・ アット・カムデン・ヤーズ | ヤンキー・ · スタジアムオリオール・パーク・ · アット・カムデン・ヤーズ |
| 優勝：ニューヨーク・ヤンキース（4勝1敗 / 15年ぶり34度目） |       |                          |        |                          |                                               | ヤンキー・ · スタジアムオリオール・パーク・ · アット・カムデン・ヤーズ |

### 第1戦 10月9日
- ヤンキー・スタジアム（ニューヨーク州ニューヨーク市ブロンクス区）

|                          | 1 | 2 | 3 | 4 | 5 | 6 | 7 | 8 | 9 | 10 | 11 | R | H  | E |
| ------------------------ | - | - | - | - | - | - | - | - | - | -- | -- | - | -- | - |
| ボルチモア・オリオールズ | 0 | 1 | 1 | 1 | 0 | 1 | 0 | 0 | 0 | 0  | 0  | 4 | 11 | 1 |
| ニューヨーク・ヤンキース | 1 | 1 | 0 | 0 | 0 | 0 | 1 | 1 | 0 | 0  | 1x | 5 | 11 | 0 |

1. 勝利：マリアノ・リベラ（1勝）
2. 敗戦：ランディ・マイヤーズ（1敗）
3. 本塁打
BAL：ブレイディ・アンダーソン1号ソロ、ラファエル・パルメイロ1号ソロ
NYY：デレク・ジーター1号ソロ、バーニー・ウィリアムス1号ソロ
4. 審判
［球審］ラリー・バーネット
［塁審］一塁: デイル・スコット、二塁: マイク・ライリー、三塁: ダン・モリソン
［外審］左翼: ロッキー・ロー、右翼: リッチ・ガルシア
5. 試合開始時刻: 東部夏時間（UTC-4）午後4時8分  試合時間: 4時間23分  観客: 5万6495人  気温: 66°F（18.9°C）
詳細: MLB.com / Baseball-Reference.com

| ボルチモア・オリオールズ | ボルチモア・オリオールズ | ボルチモア・オリオールズ | ボルチモア・オリオールズ | ボルチモア・オリオールズ                                                                                                | ニューヨーク・ヤンキース | ニューヨーク・ヤンキース | ニューヨーク・ヤンキース | ニューヨーク・ヤンキース | ニューヨーク・ヤンキース |
| ------------------------ | ------------------------ | ------------------------ | ------------------------ | --- | ------------------------ | ------------------------ | ------------------------ | ------------------------ | --- |
| 打順                     | 守備                     | 選手                     | 打席                     | S・エリクソンM・ペアレントR・パルメイロR・アロマーT・ジールC・リプケンJr.B・サーホフB・アンダーソンB・ボニーヤE・マレー | 打順                     | 守備                     | 選手                     | 打席                     | A・ペティットJ・レイリッツT・マルティ · ネスM・ダンカンW・ボッグスD・ジーターT・レインズB・ウィリアムスP・オニールC・フィルダー |
| 1                        | 中                       | B・アンダーソン          | 左                       | S・エリクソンM・ペアレントR・パルメイロR・アロマーT・ジールC・リプケンJr.B・サーホフB・アンダーソンB・ボニーヤE・マレー | 1                        | 左                       | T・レインズ              | 両                       | A・ペティットJ・レイリッツT・マルティ · ネスM・ダンカンW・ボッグスD・ジーターT・レインズB・ウィリアムスP・オニールC・フィルダー |
| 2                        | 三                       | T・ジール                | 右                       | S・エリクソンM・ペアレントR・パルメイロR・アロマーT・ジールC・リプケンJr.B・サーホフB・アンダーソンB・ボニーヤE・マレー | 2                        | 三                       | W・ボッグス              | 左                       | A・ペティットJ・レイリッツT・マルティ · ネスM・ダンカンW・ボッグスD・ジーターT・レインズB・ウィリアムスP・オニールC・フィルダー |
| 3                        | 二                       | R・アロマー              | 両                       | S・エリクソンM・ペアレントR・パルメイロR・アロマーT・ジールC・リプケンJr.B・サーホフB・アンダーソンB・ボニーヤE・マレー | 3                        | 中                       | B・ウィリアムス          | 両                       | A・ペティットJ・レイリッツT・マルティ · ネスM・ダンカンW・ボッグスD・ジーターT・レインズB・ウィリアムスP・オニールC・フィルダー |
| 4                        | 一                       | R・パルメイロ            | 左                       | S・エリクソンM・ペアレントR・パルメイロR・アロマーT・ジールC・リプケンJr.B・サーホフB・アンダーソンB・ボニーヤE・マレー | 4                        | 一                       | T・マルティネス          | 左                       | A・ペティットJ・レイリッツT・マルティ · ネスM・ダンカンW・ボッグスD・ジーターT・レインズB・ウィリアムスP・オニールC・フィルダー |
| 5                        | 右                       | B・ボニーヤ              | 両                       | S・エリクソンM・ペアレントR・パルメイロR・アロマーT・ジールC・リプケンJr.B・サーホフB・アンダーソンB・ボニーヤE・マレー | 5                        | DH                       | C・フィルダー            | 右                       | A・ペティットJ・レイリッツT・マルティ · ネスM・ダンカンW・ボッグスD・ジーターT・レインズB・ウィリアムスP・オニールC・フィルダー |
| 6                        | 遊                       | C・リプケンJr.           | 右                       | S・エリクソンM・ペアレントR・パルメイロR・アロマーT・ジールC・リプケンJr.B・サーホフB・アンダーソンB・ボニーヤE・マレー | 6                        | 右                       | P・オニール              | 左                       | A・ペティットJ・レイリッツT・マルティ · ネスM・ダンカンW・ボッグスD・ジーターT・レインズB・ウィリアムスP・オニールC・フィルダー |
| 7                        | DH                       | E・マレー                | 両                       | S・エリクソンM・ペアレントR・パルメイロR・アロマーT・ジールC・リプケンJr.B・サーホフB・アンダーソンB・ボニーヤE・マレー | 7                        | 二                       | M・ダンカン              | 右                       | A・ペティットJ・レイリッツT・マルティ · ネスM・ダンカンW・ボッグスD・ジーターT・レインズB・ウィリアムスP・オニールC・フィルダー |
| 8                        | 左                       | B・サーホフ              | 左                       | S・エリクソンM・ペアレントR・パルメイロR・アロマーT・ジールC・リプケンJr.B・サーホフB・アンダーソンB・ボニーヤE・マレー | 8                        | 捕                       | J・レイリッツ            | 右                       | A・ペティットJ・レイリッツT・マルティ · ネスM・ダンカンW・ボッグスD・ジーターT・レインズB・ウィリアムスP・オニールC・フィルダー |
| 9                        | 捕                       | M・ペアレント            | 右                       | S・エリクソンM・ペアレントR・パルメイロR・アロマーT・ジールC・リプケンJr.B・サーホフB・アンダーソンB・ボニーヤE・マレー | 9                        | 遊                       | D・ジーター              | 右                       | A・ペティットJ・レイリッツT・マルティ · ネスM・ダンカンW・ボッグスD・ジーターT・レインズB・ウィリアムスP・オニールC・フィルダー |
| 先発投手                 | 先発投手                 | 先発投手                 | 投球                     | S・エリクソンM・ペアレントR・パルメイロR・アロマーT・ジールC・リプケンJr.B・サーホフB・アンダーソンB・ボニーヤE・マレー | 先発投手                 | 先発投手                 | 先発投手                 | 投球                     | A・ペティットJ・レイリッツT・マルティ · ネスM・ダンカンW・ボッグスD・ジーターT・レインズB・ウィリアムスP・オニールC・フィルダー |
| S・エリクソン            | S・エリクソン            | S・エリクソン            | 右                       | S・エリクソンM・ペアレントR・パルメイロR・アロマーT・ジールC・リプケンJr.B・サーホフB・アンダーソンB・ボニーヤE・マレー | A・ペティット            | A・ペティット            | A・ペティット            | 左                       | A・ペティットJ・レイリッツT・マルティ · ネスM・ダンカンW・ボッグスD・ジーターT・レインズB・ウィリアムスP・オニールC・フィルダー |

### 第2戦 10月10日
- ヤンキー・スタジアム（ニューヨーク州ニューヨーク市ブロンクス区）

|                          | 1 | 2 | 3 | 4 | 5 | 6 | 7 | 8 | 9 | R | H  | E |
| ------------------------ | - | - | - | - | - | - | - | - | - | - | -- | - |
| ボルチモア・オリオールズ | 0 | 0 | 2 | 0 | 0 | 0 | 2 | 1 | 0 | 5 | 10 | 0 |
| ニューヨーク・ヤンキース | 2 | 0 | 0 | 0 | 0 | 0 | 1 | 0 | 0 | 3 | 11 | 1 |

1. 勝利：デビッド・ウェルズ（勝）
2. セーブ：アーマンド・ベニテス（1S）
3. 敗戦：ジェフ・ネルソン（1敗）
4. 本塁打
BAL：トッド・ジール1号2ラン、ラファエル・パルメイロ1号2ラン
5. 審判
［球審］デイル・スコット
［塁審］一塁: マイク・ライリー、二塁: ダン・モリソン、三塁: ロッキー・ロー
［外審］左翼: リッチ・ガルシア、右翼: ラリー・バーネット
6. 試合開始時刻: 東部夏時間（UTC-4）午後3時7分  試合時間: 4時間13分  観客: 5万8432人  気温: 58°F（14.4°C）
詳細: MLB.com / Baseball-Reference.com

| ボルチモア・オリオールズ | ボルチモア・オリオールズ | ボルチモア・オリオールズ | ボルチモア・オリオールズ | ボルチモア・オリオールズ                                                                                            | ニューヨーク・ヤンキース | ニューヨーク・ヤンキース | ニューヨーク・ヤンキース | ニューヨーク・ヤンキース | ニューヨーク・ヤンキース                                                                                                  |
| ------------------------ | ------------------------ | ------------------------ | ------------------------ | --- | ------------------------ | ------------------------ | ------------------------ | ------------------------ | --- |
| 打順                     | 守備                     | 選手                     | 打席                     | D・ウェルズC・ホイルズR・パルメイロR・アロマーT・ジールC・リプケンJr.B・サーホフB・アンダーソンB・ボニーヤE・マレー | 打順                     | 守備                     | 選手                     | 打席                     | D・コーンJ・ジラルディT・マルティ · ネスM・ダンカンC・ヘイズD・ジーターT・レインズB・ウィリアムスP・オニールC・フィルダー |
| 1                        | 中                       | B・アンダーソン          | 左                       | D・ウェルズC・ホイルズR・パルメイロR・アロマーT・ジールC・リプケンJr.B・サーホフB・アンダーソンB・ボニーヤE・マレー | 1                        | 遊                       | D・ジーター              | 右                       | D・コーンJ・ジラルディT・マルティ · ネスM・ダンカンC・ヘイズD・ジーターT・レインズB・ウィリアムスP・オニールC・フィルダー |
| 2                        | 三                       | T・ジール                | 右                       | D・ウェルズC・ホイルズR・パルメイロR・アロマーT・ジールC・リプケンJr.B・サーホフB・アンダーソンB・ボニーヤE・マレー | 2                        | 左                       | T・レインズ              | 両                       | D・コーンJ・ジラルディT・マルティ · ネスM・ダンカンC・ヘイズD・ジーターT・レインズB・ウィリアムスP・オニールC・フィルダー |
| 3                        | 二                       | R・アロマー              | 両                       | D・ウェルズC・ホイルズR・パルメイロR・アロマーT・ジールC・リプケンJr.B・サーホフB・アンダーソンB・ボニーヤE・マレー | 3                        | 中                       | B・ウィリアムス          | 両                       | D・コーンJ・ジラルディT・マルティ · ネスM・ダンカンC・ヘイズD・ジーターT・レインズB・ウィリアムスP・オニールC・フィルダー |
| 4                        | 一                       | R・パルメイロ            | 左                       | D・ウェルズC・ホイルズR・パルメイロR・アロマーT・ジールC・リプケンJr.B・サーホフB・アンダーソンB・ボニーヤE・マレー | 4                        | DH                       | C・フィルダー            | 右                       | D・コーンJ・ジラルディT・マルティ · ネスM・ダンカンC・ヘイズD・ジーターT・レインズB・ウィリアムスP・オニールC・フィルダー |
| 5                        | 右                       | B・ボニーヤ              | 両                       | D・ウェルズC・ホイルズR・パルメイロR・アロマーT・ジールC・リプケンJr.B・サーホフB・アンダーソンB・ボニーヤE・マレー | 5                        | 一                       | T・マルティネス          | 左                       | D・コーンJ・ジラルディT・マルティ · ネスM・ダンカンC・ヘイズD・ジーターT・レインズB・ウィリアムスP・オニールC・フィルダー |
| 6                        | 遊                       | C・リプケンJr.           | 右                       | D・ウェルズC・ホイルズR・パルメイロR・アロマーT・ジールC・リプケンJr.B・サーホフB・アンダーソンB・ボニーヤE・マレー | 6                        | 二                       | M・ダンカン              | 右                       | D・コーンJ・ジラルディT・マルティ · ネスM・ダンカンC・ヘイズD・ジーターT・レインズB・ウィリアムスP・オニールC・フィルダー |
| 7                        | DH                       | E・マレー                | 両                       | D・ウェルズC・ホイルズR・パルメイロR・アロマーT・ジールC・リプケンJr.B・サーホフB・アンダーソンB・ボニーヤE・マレー | 7                        | 右                       | P・オニール              | 左                       | D・コーンJ・ジラルディT・マルティ · ネスM・ダンカンC・ヘイズD・ジーターT・レインズB・ウィリアムスP・オニールC・フィルダー |
| 8                        | 左                       | B・サーホフ              | 左                       | D・ウェルズC・ホイルズR・パルメイロR・アロマーT・ジールC・リプケンJr.B・サーホフB・アンダーソンB・ボニーヤE・マレー | 8                        | 三                       | C・ヘイズ                | 右                       | D・コーンJ・ジラルディT・マルティ · ネスM・ダンカンC・ヘイズD・ジーターT・レインズB・ウィリアムスP・オニールC・フィルダー |
| 9                        | 捕                       | C・ホイルズ              | 右                       | D・ウェルズC・ホイルズR・パルメイロR・アロマーT・ジールC・リプケンJr.B・サーホフB・アンダーソンB・ボニーヤE・マレー | 9                        | 捕                       | J・ジラルディ            | 右                       | D・コーンJ・ジラルディT・マルティ · ネスM・ダンカンC・ヘイズD・ジーターT・レインズB・ウィリアムスP・オニールC・フィルダー |
| 先発投手                 | 先発投手                 | 先発投手                 | 投球                     | D・ウェルズC・ホイルズR・パルメイロR・アロマーT・ジールC・リプケンJr.B・サーホフB・アンダーソンB・ボニーヤE・マレー | 先発投手                 | 先発投手                 | 先発投手                 | 投球                     | D・コーンJ・ジラルディT・マルティ · ネスM・ダンカンC・ヘイズD・ジーターT・レインズB・ウィリアムスP・オニールC・フィルダー |
| D・ウェルズ              | D・ウェルズ              | D・ウェルズ              | 左                       | D・ウェルズC・ホイルズR・パルメイロR・アロマーT・ジールC・リプケンJr.B・サーホフB・アンダーソンB・ボニーヤE・マレー | D・コーン                | D・コーン                | D・コーン                | 右                       | D・コーンJ・ジラルディT・マルティ · ネスM・ダンカンC・ヘイズD・ジーターT・レインズB・ウィリアムスP・オニールC・フィルダー |

### 第3戦 10月11日
- オリオール・パーク・アット・カムデン・ヤーズ（メリーランド州ボルチモア）

|                          | 1 | 2 | 3 | 4 | 5 | 6 | 7 | 8 | 9 | R | H | E |
| ------------------------ | - | - | - | - | - | - | - | - | - | - | - | - |
| ニューヨーク・ヤンキース | 0 | 0 | 0 | 1 | 0 | 0 | 0 | 4 | 0 | 5 | 8 | 0 |
| ボルチモア・オリオールズ | 2 | 0 | 0 | 0 | 0 | 0 | 0 | 0 | 0 | 2 | 3 | 2 |

1. 勝利：ジミー・キー（1勝）
2. セーブ：ジョン・ウェッテランド（1S）
3. 敗戦：マイク・ムッシーナ（1敗）
4. 本塁打
NYY：セシル・フィルダー1号2ラン
BAL：トッド・ジール2号2ラン
5. 審判
［球審］マイク・ライリー
［塁審］一塁: ダン・モリソン、二塁: ロッキー・ロー、三塁: リッチ・ガルシア
［外審］左翼: ラリー・バーネット、右翼: デイル・スコット
6. 試合開始時刻: 東部夏時間（UTC-4）午後8時7分  試合時間: 2時間50分  観客: 4万8635人  気温: 57°F（13.9°C）
詳細: MLB.com / Baseball-Reference.com

| ニューヨーク・ヤンキース | ニューヨーク・ヤンキース | ニューヨーク・ヤンキース | ニューヨーク・ヤンキース | ニューヨーク・ヤンキース | ボルチモア・オリオールズ | ボルチモア・オリオールズ | ボルチモア・オリオールズ | ボルチモア・オリオールズ | ボルチモア・オリオールズ                                                                                              |
| ------------------------ | ------------------------ | ------------------------ | ------------------------ | --- | ------------------------ | ------------------------ | ------------------------ | ------------------------ | --- |
| 打順                     | 守備                     | 選手                     | 打席                     | J・キーJ・ジラルディT・マルティ · ネスM・ダンカンC・ヘイズD・ジーターT・レインズB・ウィリアムスD・ストロベリーC・フィルダー | 打順                     | 守備                     | 選手                     | 打席                     | M・ムッシーナC・ホイルズR・パルメイロR・アロマーT・ジールC・リプケンJr.B・サーホフB・アンダーソンB・ボニーヤE・マレー |
| 1                        | 左                       | T・レインズ              | 両                       | J・キーJ・ジラルディT・マルティ · ネスM・ダンカンC・ヘイズD・ジーターT・レインズB・ウィリアムスD・ストロベリーC・フィルダー | 1                        | 中                       | B・アンダーソン          | 左                       | M・ムッシーナC・ホイルズR・パルメイロR・アロマーT・ジールC・リプケンJr.B・サーホフB・アンダーソンB・ボニーヤE・マレー |
| 2                        | 遊                       | D・ジーター              | 右                       | J・キーJ・ジラルディT・マルティ · ネスM・ダンカンC・ヘイズD・ジーターT・レインズB・ウィリアムスD・ストロベリーC・フィルダー | 2                        | 三                       | T・ジール                | 右                       | M・ムッシーナC・ホイルズR・パルメイロR・アロマーT・ジールC・リプケンJr.B・サーホフB・アンダーソンB・ボニーヤE・マレー |
| 3                        | 中                       | B・ウィリアムス          | 両                       | J・キーJ・ジラルディT・マルティ · ネスM・ダンカンC・ヘイズD・ジーターT・レインズB・ウィリアムスD・ストロベリーC・フィルダー | 3                        | 二                       | R・アロマー              | 両                       | M・ムッシーナC・ホイルズR・パルメイロR・アロマーT・ジールC・リプケンJr.B・サーホフB・アンダーソンB・ボニーヤE・マレー |
| 4                        | 一                       | T・マルティネス          | 左                       | J・キーJ・ジラルディT・マルティ · ネスM・ダンカンC・ヘイズD・ジーターT・レインズB・ウィリアムスD・ストロベリーC・フィルダー | 4                        | 一                       | R・パルメイロ            | 左                       | M・ムッシーナC・ホイルズR・パルメイロR・アロマーT・ジールC・リプケンJr.B・サーホフB・アンダーソンB・ボニーヤE・マレー |
| 5                        | DH                       | C・フィルダー            | 右                       | J・キーJ・ジラルディT・マルティ · ネスM・ダンカンC・ヘイズD・ジーターT・レインズB・ウィリアムスD・ストロベリーC・フィルダー | 5                        | 右                       | B・ボニーヤ              | 両                       | M・ムッシーナC・ホイルズR・パルメイロR・アロマーT・ジールC・リプケンJr.B・サーホフB・アンダーソンB・ボニーヤE・マレー |
| 6                        | 右                       | D・ストロベリー          | 左                       | J・キーJ・ジラルディT・マルティ · ネスM・ダンカンC・ヘイズD・ジーターT・レインズB・ウィリアムスD・ストロベリーC・フィルダー | 6                        | 遊                       | C・リプケンJr.           | 右                       | M・ムッシーナC・ホイルズR・パルメイロR・アロマーT・ジールC・リプケンJr.B・サーホフB・アンダーソンB・ボニーヤE・マレー |
| 7                        | 二                       | M・ダンカン              | 右                       | J・キーJ・ジラルディT・マルティ · ネスM・ダンカンC・ヘイズD・ジーターT・レインズB・ウィリアムスD・ストロベリーC・フィルダー | 7                        | DH                       | E・マレー                | 両                       | M・ムッシーナC・ホイルズR・パルメイロR・アロマーT・ジールC・リプケンJr.B・サーホフB・アンダーソンB・ボニーヤE・マレー |
| 8                        | 三                       | C・ヘイズ                | 右                       | J・キーJ・ジラルディT・マルティ · ネスM・ダンカンC・ヘイズD・ジーターT・レインズB・ウィリアムスD・ストロベリーC・フィルダー | 8                        | 左                       | B・サーホフ              | 左                       | M・ムッシーナC・ホイルズR・パルメイロR・アロマーT・ジールC・リプケンJr.B・サーホフB・アンダーソンB・ボニーヤE・マレー |
| 9                        | 捕                       | J・ジラルディ            | 右                       | J・キーJ・ジラルディT・マルティ · ネスM・ダンカンC・ヘイズD・ジーターT・レインズB・ウィリアムスD・ストロベリーC・フィルダー | 9                        | 捕                       | C・ホイルズ              | 右                       | M・ムッシーナC・ホイルズR・パルメイロR・アロマーT・ジールC・リプケンJr.B・サーホフB・アンダーソンB・ボニーヤE・マレー |
| 先発投手                 | 先発投手                 | 先発投手                 | 投球                     | J・キーJ・ジラルディT・マルティ · ネスM・ダンカンC・ヘイズD・ジーターT・レインズB・ウィリアムスD・ストロベリーC・フィルダー | 先発投手                 | 先発投手                 | 先発投手                 | 投球                     | M・ムッシーナC・ホイルズR・パルメイロR・アロマーT・ジールC・リプケンJr.B・サーホフB・アンダーソンB・ボニーヤE・マレー |
| J・キー                  | J・キー                  | J・キー                  | 左                       | J・キーJ・ジラルディT・マルティ · ネスM・ダンカンC・ヘイズD・ジーターT・レインズB・ウィリアムスD・ストロベリーC・フィルダー | M・ムッシーナ            | M・ムッシーナ            | M・ムッシーナ            | 右                       | M・ムッシーナC・ホイルズR・パルメイロR・アロマーT・ジールC・リプケンJr.B・サーホフB・アンダーソンB・ボニーヤE・マレー |

### 第4戦 10月12日
- オリオール・パーク・アット・カムデン・ヤーズ（メリーランド州ボルチモア）

|                          | 1 | 2 | 3 | 4 | 5 | 6 | 7 | 8 | 9 | R | H  | E |
| ------------------------ | - | - | - | - | - | - | - | - | - | - | -- | - |
| ニューヨーク・ヤンキース | 2 | 1 | 0 | 2 | 0 | 0 | 0 | 3 | 0 | 8 | 9  | 0 |
| ボルチモア・オリオールズ | 1 | 0 | 1 | 2 | 0 | 0 | 0 | 0 | 0 | 4 | 11 | 0 |

1. 勝利：デビッド・ウェザース（1勝）
2. 敗戦：ロッキー・コッピンガー（1敗）
3. 本塁打
NYY：バーニー・ウィリアムス2号2ラン、ダリル・ストロベリー1号ソロ・2号2ラン、ポール・オニール1号ソロ
BAL：クリス・ホイルズ1号ソロ
4. 審判
［球審］ダン・モリソン
［塁審］一塁: ロッキー・ロー、二塁: リッチ・ガルシア、三塁: ラリー・バーネット
［外審］左翼: デイル・スコット、右翼: マイク・ライリー
5. 夜間試合  試合時間: 3時間45分  観客: 4万8974人  気温: 65°F（18.3°C）
詳細: MLB.com / Baseball-Reference.com

| ニューヨーク・ヤンキース | ニューヨーク・ヤンキース | ニューヨーク・ヤンキース | ニューヨーク・ヤンキース | ニューヨーク・ヤンキース | ボルチモア・オリオールズ | ボルチモア・オリオールズ | ボルチモア・オリオールズ | ボルチモア・オリオールズ | ボルチモア・オリオールズ |
| ------------------------ | ------------------------ | ------------------------ | ------------------------ | --- | ------------------------ | ------------------------ | ------------------------ | ------------------------ | --- |
| 打順                     | 守備                     | 選手                     | 打席                     | K・ロジャースJ・ジラルディT・マルティ · ネスM・ダンカンW・ボッグスD・ジーターD・ストロベリーB・ウィリアムスP・オニールC・フィルダー | 打順                     | 守備                     | 選手                     | 打席                     | R・コッピンガーC・ホイルズR・パルメイロR・アロマーT・ジールC・リプケンJr.M・デベローB・アンダーソンB・ボニーヤP・インカビリア |
| 1                        | 遊                       | D・ジーター              | 右                       | K・ロジャースJ・ジラルディT・マルティ · ネスM・ダンカンW・ボッグスD・ジーターD・ストロベリーB・ウィリアムスP・オニールC・フィルダー | 1                        | 中                       | B・アンダーソン          | 左                       | R・コッピンガーC・ホイルズR・パルメイロR・アロマーT・ジールC・リプケンJr.M・デベローB・アンダーソンB・ボニーヤP・インカビリア |
| 2                        | 三                       | W・ボッグス              | 左                       | K・ロジャースJ・ジラルディT・マルティ · ネスM・ダンカンW・ボッグスD・ジーターD・ストロベリーB・ウィリアムスP・オニールC・フィルダー | 2                        | 三                       | T・ジール                | 右                       | R・コッピンガーC・ホイルズR・パルメイロR・アロマーT・ジールC・リプケンJr.M・デベローB・アンダーソンB・ボニーヤP・インカビリア |
| 3                        | 中                       | B・ウィリアムス          | 両                       | K・ロジャースJ・ジラルディT・マルティ · ネスM・ダンカンW・ボッグスD・ジーターD・ストロベリーB・ウィリアムスP・オニールC・フィルダー | 3                        | 二                       | R・アロマー              | 両                       | R・コッピンガーC・ホイルズR・パルメイロR・アロマーT・ジールC・リプケンJr.M・デベローB・アンダーソンB・ボニーヤP・インカビリア |
| 4                        | 一                       | T・マルティネス          | 左                       | K・ロジャースJ・ジラルディT・マルティ · ネスM・ダンカンW・ボッグスD・ジーターD・ストロベリーB・ウィリアムスP・オニールC・フィルダー | 4                        | 一                       | R・パルメイロ            | 左                       | R・コッピンガーC・ホイルズR・パルメイロR・アロマーT・ジールC・リプケンJr.M・デベローB・アンダーソンB・ボニーヤP・インカビリア |
| 5                        | DH                       | C・フィルダー            | 右                       | K・ロジャースJ・ジラルディT・マルティ · ネスM・ダンカンW・ボッグスD・ジーターD・ストロベリーB・ウィリアムスP・オニールC・フィルダー | 5                        | 右                       | B・ボニーヤ              | 両                       | R・コッピンガーC・ホイルズR・パルメイロR・アロマーT・ジールC・リプケンJr.M・デベローB・アンダーソンB・ボニーヤP・インカビリア |
| 6                        | 左                       | D・ストロベリー          | 左                       | K・ロジャースJ・ジラルディT・マルティ · ネスM・ダンカンW・ボッグスD・ジーターD・ストロベリーB・ウィリアムスP・オニールC・フィルダー | 6                        | 遊                       | C・リプケンJr.           | 右                       | R・コッピンガーC・ホイルズR・パルメイロR・アロマーT・ジールC・リプケンJr.M・デベローB・アンダーソンB・ボニーヤP・インカビリア |
| 7                        | 右                       | P・オニール              | 左                       | K・ロジャースJ・ジラルディT・マルティ · ネスM・ダンカンW・ボッグスD・ジーターD・ストロベリーB・ウィリアムスP・オニールC・フィルダー | 7                        | DH                       | P・インカビリア          | 右                       | R・コッピンガーC・ホイルズR・パルメイロR・アロマーT・ジールC・リプケンJr.M・デベローB・アンダーソンB・ボニーヤP・インカビリア |
| 8                        | 二                       | M・ダンカン              | 右                       | K・ロジャースJ・ジラルディT・マルティ · ネスM・ダンカンW・ボッグスD・ジーターD・ストロベリーB・ウィリアムスP・オニールC・フィルダー | 8                        | 左                       | M・デベロー              | 右                       | R・コッピンガーC・ホイルズR・パルメイロR・アロマーT・ジールC・リプケンJr.M・デベローB・アンダーソンB・ボニーヤP・インカビリア |
| 9                        | 捕                       | J・ジラルディ            | 右                       | K・ロジャースJ・ジラルディT・マルティ · ネスM・ダンカンW・ボッグスD・ジーターD・ストロベリーB・ウィリアムスP・オニールC・フィルダー | 9                        | 捕                       | C・ホイルズ              | 右                       | R・コッピンガーC・ホイルズR・パルメイロR・アロマーT・ジールC・リプケンJr.M・デベローB・アンダーソンB・ボニーヤP・インカビリア |
| 先発投手                 | 先発投手                 | 先発投手                 | 投球                     | K・ロジャースJ・ジラルディT・マルティ · ネスM・ダンカンW・ボッグスD・ジーターD・ストロベリーB・ウィリアムスP・オニールC・フィルダー | 先発投手                 | 先発投手                 | 先発投手                 | 投球                     | R・コッピンガーC・ホイルズR・パルメイロR・アロマーT・ジールC・リプケンJr.M・デベローB・アンダーソンB・ボニーヤP・インカビリア |
| K・ロジャース            | K・ロジャース            | K・ロジャース            | 左                       | K・ロジャースJ・ジラルディT・マルティ · ネスM・ダンカンW・ボッグスD・ジーターD・ストロベリーB・ウィリアムスP・オニールC・フィルダー | R・コッピンガー          | R・コッピンガー          | R・コッピンガー          | 右                       | R・コッピンガーC・ホイルズR・パルメイロR・アロマーT・ジールC・リプケンJr.M・デベローB・アンダーソンB・ボニーヤP・インカビリア |

### 第5戦 10月13日
- オリオール・パーク・アット・カムデン・ヤーズ（メリーランド州ボルチモア）

|                          | 1 | 2 | 3 | 4 | 5 | 6 | 7 | 8 | 9 | R | H  | E |
| ------------------------ | - | - | - | - | - | - | - | - | - | - | -- | - |
| ニューヨーク・ヤンキース | 0 | 0 | 6 | 0 | 0 | 0 | 0 | 0 | 0 | 6 | 11 | 0 |
| ボルチモア・オリオールズ | 0 | 0 | 0 | 0 | 0 | 1 | 0 | 1 | 2 | 4 | 4  | 1 |

1. 勝利：アンディ・ペティット（1勝）
2. 敗戦：スコット・エリクソン（1敗）
3. 本塁打
NYY：ジム・レイリッツ1号ソロ、セシル・フィルダー2号3ラン、ダリル・ストロベリー3号ソロ
BAL：トッド・ジール3号ソロ、エディ・マレー1号ソロ、ボビー・ボニーヤ1号2ラン
4. 審判
［球審］ロッキー・ロー
［塁審］一塁: リッチ・ガルシア、二塁: ラリー・バーネット、三塁: デイル・スコット
［外審］左翼: マイク・ライリー、右翼: ダン・モリソン
5. 試合開始時刻: 東部夏時間（UTC-4）午後4時7分  試合時間: 2時間57分  観客: 4万8718人  気温: 77°F（25°C）
詳細: MLB.com / Baseball-Reference.com

| ニューヨーク・ヤンキース | ニューヨーク・ヤンキース | ニューヨーク・ヤンキース | ニューヨーク・ヤンキース | ニューヨーク・ヤンキース | ボルチモア・オリオールズ | ボルチモア・オリオールズ | ボルチモア・オリオールズ | ボルチモア・オリオールズ | ボルチモア・オリオールズ                                                                                                |
| ------------------------ | ------------------------ | ------------------------ | ------------------------ | --- | ------------------------ | ------------------------ | ------------------------ | ------------------------ | --- |
| 打順                     | 守備                     | 選手                     | 打席                     | A・ペティットJ・レイリッツT・マルティ · ネスL・ソーホーW・ボッグスD・ジーターD・ストロベリーB・ウィリアムスP・オニールC・フィルダー | 打順                     | 守備                     | 選手                     | 打席                     | S・エリクソンM・ペアレントR・パルメイロR・アロマーT・ジールC・リプケンJr.B・サーホフB・アンダーソンB・ボニーヤE・マレー |
| 1                        | 遊                       | D・ジーター              | 右                       | A・ペティットJ・レイリッツT・マルティ · ネスL・ソーホーW・ボッグスD・ジーターD・ストロベリーB・ウィリアムスP・オニールC・フィルダー | 1                        | 中                       | B・アンダーソン          | 左                       | S・エリクソンM・ペアレントR・パルメイロR・アロマーT・ジールC・リプケンJr.B・サーホフB・アンダーソンB・ボニーヤE・マレー |
| 2                        | 三                       | W・ボッグス              | 左                       | A・ペティットJ・レイリッツT・マルティ · ネスL・ソーホーW・ボッグスD・ジーターD・ストロベリーB・ウィリアムスP・オニールC・フィルダー | 2                        | 三                       | T・ジール                | 右                       | S・エリクソンM・ペアレントR・パルメイロR・アロマーT・ジールC・リプケンJr.B・サーホフB・アンダーソンB・ボニーヤE・マレー |
| 3                        | 中                       | B・ウィリアムス          | 両                       | A・ペティットJ・レイリッツT・マルティ · ネスL・ソーホーW・ボッグスD・ジーターD・ストロベリーB・ウィリアムスP・オニールC・フィルダー | 3                        | 二                       | R・アロマー              | 両                       | S・エリクソンM・ペアレントR・パルメイロR・アロマーT・ジールC・リプケンJr.B・サーホフB・アンダーソンB・ボニーヤE・マレー |
| 4                        | 一                       | T・マルティネス          | 左                       | A・ペティットJ・レイリッツT・マルティ · ネスL・ソーホーW・ボッグスD・ジーターD・ストロベリーB・ウィリアムスP・オニールC・フィルダー | 4                        | 一                       | R・パルメイロ            | 左                       | S・エリクソンM・ペアレントR・パルメイロR・アロマーT・ジールC・リプケンJr.B・サーホフB・アンダーソンB・ボニーヤE・マレー |
| 5                        | DH                       | C・フィルダー            | 右                       | A・ペティットJ・レイリッツT・マルティ · ネスL・ソーホーW・ボッグスD・ジーターD・ストロベリーB・ウィリアムスP・オニールC・フィルダー | 5                        | 右                       | B・ボニーヤ              | 両                       | S・エリクソンM・ペアレントR・パルメイロR・アロマーT・ジールC・リプケンJr.B・サーホフB・アンダーソンB・ボニーヤE・マレー |
| 6                        | 左                       | D・ストロベリー          | 左                       | A・ペティットJ・レイリッツT・マルティ · ネスL・ソーホーW・ボッグスD・ジーターD・ストロベリーB・ウィリアムスP・オニールC・フィルダー | 6                        | 遊                       | C・リプケンJr.           | 右                       | S・エリクソンM・ペアレントR・パルメイロR・アロマーT・ジールC・リプケンJr.B・サーホフB・アンダーソンB・ボニーヤE・マレー |
| 7                        | 右                       | P・オニール              | 左                       | A・ペティットJ・レイリッツT・マルティ · ネスL・ソーホーW・ボッグスD・ジーターD・ストロベリーB・ウィリアムスP・オニールC・フィルダー | 7                        | DH                       | E・マレー                | 両                       | S・エリクソンM・ペアレントR・パルメイロR・アロマーT・ジールC・リプケンJr.B・サーホフB・アンダーソンB・ボニーヤE・マレー |
| 8                        | 捕                       | J・レイリッツ            | 右                       | A・ペティットJ・レイリッツT・マルティ · ネスL・ソーホーW・ボッグスD・ジーターD・ストロベリーB・ウィリアムスP・オニールC・フィルダー | 8                        | 左                       | B・サーホフ              | 左                       | S・エリクソンM・ペアレントR・パルメイロR・アロマーT・ジールC・リプケンJr.B・サーホフB・アンダーソンB・ボニーヤE・マレー |
| 9                        | 二                       | L・ソーホー              | 右                       | A・ペティットJ・レイリッツT・マルティ · ネスL・ソーホーW・ボッグスD・ジーターD・ストロベリーB・ウィリアムスP・オニールC・フィルダー | 9                        | 捕                       | M・ペアレント            | 右                       | S・エリクソンM・ペアレントR・パルメイロR・アロマーT・ジールC・リプケンJr.B・サーホフB・アンダーソンB・ボニーヤE・マレー |
| 先発投手                 | 先発投手                 | 先発投手                 | 投球                     | A・ペティットJ・レイリッツT・マルティ · ネスL・ソーホーW・ボッグスD・ジーターD・ストロベリーB・ウィリアムスP・オニールC・フィルダー | 先発投手                 | 先発投手                 | 先発投手                 | 投球                     | S・エリクソンM・ペアレントR・パルメイロR・アロマーT・ジールC・リプケンJr.B・サーホフB・アンダーソンB・ボニーヤE・マレー |
| A・ペティット            | A・ペティット            | A・ペティット            | 左                       | A・ペティットJ・レイリッツT・マルティ · ネスL・ソーホーW・ボッグスD・ジーターD・ストロベリーB・ウィリアムスP・オニールC・フィルダー | S・エリクソン            | S・エリクソン            | S・エリクソン            | 右                       | S・エリクソンM・ペアレントR・パルメイロR・アロマーT・ジールC・リプケンJr.B・サーホフB・アンダーソンB・ボニーヤE・マレー |